# Тригашеш
Тригашеш (порт. Trigaches) — бывшая фрегезия округа Бежа в Португалии. Территория — 16,62 км². Население — 464 жителя (2011). Плотность населения — 27,9 чел/км².
В ходе административной реформы 2013 года была ликвидирована и присоединена к фрегезии Сан-Бриссуш, в результате чего был создан Союз фрегезий Тригашеш и Сан-Бриссуш с административным центром в Тригашеш.

## Расположение
Находится в округе Бежа. Расположена на расстоянии около 170 километров к юго-востоку от столицы страны Лиссабона и в 16 километрах к северо-западу от административного центра округа Бежа, в 3 километрах от аэропорта Бежа.

## Демография
| 1991 | 2001  | 2011 |
| ---- | ----- | ---- |
| 662  | ↘ 540 | ↘464 |